# 哈利根群岛
哈利希（德語： [ˈhalɪç] ⓘ），复数形式为哈利根（德語： [ˈhalɪɡn̩] ⓘ），统称哈利根群岛，是德国石勒苏益格-荷尔斯泰因州北弗里斯兰瓦登海和丹麦北海沿岸的小型沼泽岛屿，无防护堤坝。当前德国有十座哈利希，丹麦有一座哈利希。